# Алтин Асир (платіжна система)
Система «Алтин Асир» (туркм. «Altyn Asyr» plastik kart sistemasy)  — внутрішня платіжна система Туркменістану на основі банківських платіжних карток. Система «Алтин Асир» є складовою частиною платіжної системи Туркменістану. 
За допомогою картки можуть здійснюватися безготівкові розрахунки за послуги зв'язку, платежі за електроенергію та комунальні послуги, кредитні та депозитні операції, перекази грошових коштів між держателями пластикових карток інших платіжних систем. Процесинговий центр платіжної системи «Алтин Асир», що об'єднує всі кредитно-фінансові установи Туркменістану, розташований у «Халкбанку». 

## Історія
Впровадження платіжної системи «Алтин Асир» почалося 2001 року Центральним банком Туркменістану, згідно з Постановою Президента Туркменистану Сапармурата Ніязова. Було поставлено за мету об'єднати вже існуючі в туркменських банках локальні карткові системи «Туркменкарт» та «Міллікарт», а також посприяти іншим банкам щодо входження в єдину платіжну систему. 